# Tribulaun
Tribulaun, 3097 m n.p.m. - zbudowany z dolomitów triasowych kilkuwierzchołkowy masyw w Stubaier Alpen, stanowiących jedną z grup górskich w obrębie Centralnych Alp Wschodnich. Przez Tribulaun przechodzi obecnie granica między austriackim krajem związkowym Tyrol, a będącą obecnie pod administracją włoską prowincją Południowy Tyrol.  W skład masywu wchodzą trzy główne wierzchołki:  najwyższy Pflerscher Tribulaun, zwany też krótko Tribulaun (3097 m), Gschnitzer Tribulaun (2946 m) i Obernberger Tribulaun (2780 m).

## Topografia
Masyw Tribulaunu (niem. Tribulaunkamm) położony jest w południowo-wschodniej części Stubaier Alpen, na głównej grani Centralnych Alp Wschodnich, stanowiącej zarazem europejski dział wodny oddzielający zlewisko Dunaju wpadającego do Morza Czarnego od zlewiska Adygi będącej dopływem Padu wpadającego do Adriatyku.  Wierzchołki szczytów w Masywie Tribulaunu odznaczają się charakterystycznymi, bardzo ostrymi kształtami, dość nietypowymi dla Stubaier Alpen; dlatego też są one dobrze rozpoznawalne z daleka.  Na stronę położonej na północ tyrolskiej doliny Gschnitztal oraz położonej na południe południowotyrolskiej doliny Pflerschtal wierzchołki Tribulaunu opadają wspaniałymi ścianami, jednymi z najwyższych w obrębie Stubaier Alpen.

## Geologia
Odmienność kształtu wierzchołków Masywu Tribulaunu od innych szczytów Stubaier Alpen jest wynikiem odmienności budowy geologicznej.  Większa część Stubaier Alpen zbudowana jest z metamorficznych skał krystalicznych, jak gnejsy, fyllity i łupki krystaliczne, natomiast wspaniałe ściany wszystkich wierzchołków Masywu Trubulaunu wyrzeźbione zostały w twardym mezozoicznym dolomicie wieku triasowego.  Podłoże kilkusetmetrowych osadów dolomitu tworzą metamorficznyne skały krystaliczne, głównie gneisy i amfibolity, przewarstwione seriami łupków fyllitowych i łupków mikowych.  Nie jest w pełni jasne, czy osady dolomitowe są autochtoniczne, czy też, co bardziej prawdopodobne, zostały one nasunięte w czasie fałdowań alpejskich na starsze, silnie zmetamorfizowane skały krystaliczne.  W tym drugim przypadku Masyw Tribulanu stanowiłby izolowaną czapkę osadową zlokalizowaną na starszym, zmetamofizowanym podłożu.  Prawdopodobnie osady mezozoiczne pokrywały kiedyś znacznie większy obszar krystalicznego podłoża (być może większość obszaru Centralnych Alp Wschodnich), lecz na skutek ruchów górotwórczych cały ten region został wydźwignięty i poddany późniejszej erozji, a Masyw Tribulaunu byłby resztkową pozostałością po istniejącej kiedyś mezozoicznej pokrywie.

## Turystyka i alpinizm
Wszystkie wierzchołki Masywu Tribulaunu są trudno dostępne.  Wejście na nie wymaga zaawansowanej wspinaczki i uchodzą one za najtrudniej dostępne szczyty w całych Stubaier Alpen.  Wszystkie drogi prowadzące na wierzchołki mają charakter skalny.  Najłatwiejsza droga prowadząca na Pflerscher Tribulaun oceniana jest na AD w skali trudności UIAA.  Pomimo częściowo umieszczonych na niej lin stalowych uchodzi ona za niebezpieczną z powodu kruchości skał i spadających kamieni.  Wśród wspinaczy popularna jest grań zachodnia o trudnościach III+, chrakteryzująca się dużą stabilnością skały.  Południowymi i północnymi ścianami Pflerscher Tribulaun prowadzą drogi o dużych trudnościach, przeważnie w skali V i VI.  Są one na ogół bardzo niebezpieczne ze względu na dużą niestabilność skał.  Trawersowanie grani łączącej obydwa główne wierzchołki łącznie z wejściem na Pflerscher Tribulaun stanowi całodzienną, długą i wytężającą wspinaczkę o trudnościach ogólnych D z miejscami IV+.
Punktem wyjścia dla wspinaczek są dwa schroniska:  położone po stronie austriackiej w górnej części Gschnitztal Tribulaun Hütte (austriackie) oraz położone po stronie południowotyrolskiej w górnej części Pflerschtal Tribulaun Hütte (południowotyrolskie), zwane po włosku Rifugio Cesare Calciati al Tribulaun.  Obydwa schroniska są łatwo dostępne ścieżkami turystycznymi.

## Literatura
- Tollmann A. (1977, 1985, 1986): Geologie von Österreich, Bd. 1, 2, 3, Deuticke, Wien.
- Gwinner M.P., (1978): Geologie der Alpen. Stratigraphie, Paläogeographie, Tektonik, Schweizerbart, ISBN 978-3-510-65315-7.
- Möbus G., (1997): Geologie der Alpen, Loga, ISBN 978-3-87361-249-5.
- Pfiffner A.O., (2009): Geologie der Alpen, Uni-Taschenbücher, ISBN 978-3-8252-8416-9.
- Bernabè E., (2009): Petrologische und thermobarometrische Untersuchungen am Pflerscher Metabasit-Komplex (Pflerschtal, Südtirol - Italien), Univ. Diplomarbeit, Innsbruck.
- Orgler A., (1992): Klettern in den Stubaier Alpen und im Valsertalkessel, Panico Alpinverlag.
- Klier H., Klier W., (1980): Alpenvereinsführer Stubaier Alpen, Rother Bergverlag, München.
- Mapa serii Kompas Wanderkarten Stubaier Alpen, 1:50000.
- Mapa serii Kompas Wanderkarten Innsbruck - Brenner, 1:50000.